# 列昂尼德·卡傑紐克
列昂尼德·康斯坦丁诺维奇·卡杰纽克（羅馬化：Leonid Kostiantynovych Kandeniuk；1951年1月28日—2018年1月31日），是乌克兰獨立后第一位飞入外太空的宇航员。1997年，他參與國際任務STS-87，乘坐NASA哥倫比亞號太空梭進入太空。他另外也是乌克兰空军少将，第四届最高拉達議員、人民大使、乌克兰英雄、乌克兰航空航天学会主席、总理顾问、国家航天局主席和切尔诺夫策国立大学名誉博士。